# Magvető Zsebkönyvtár
A Magvető Zsebkönyvtár a Magvető Könyvkiadó által 1972-ben indított könyvsorozat, amelyben kortárs magyar írók könyveit adták ki olcsó kiadásban. A Magvető Könyvkiadó 2017-ben új borítókkal indította útnak zsebkönyvtárát, amely az iskolákban is előírt kötelező irodalomból és a mindenkinek ismerni illő legfontosabb címek közül válogat. A megújult sorozat dizájnjáért Németh Márton felel, aki még a VISART Művészeti Akadémia diákjaként tervezte a borítókat a kiadó művészeti vezetője, Pintér József felügyelete mellett.

## 1972–1982
1. Balázs József
Fábián Bálint találkozása Istennel / 1980
2. Bárány Tamás
Velünk kezdődik minden / 1976
Nagy idők tanúja / 1977
3. Bereményi Géza
Legendárium / 1981
4. Berkesi András
Akik nyáron is fáznak / 1974
Pisztrángok és nagyhalak / 1980
5. Birkás Endre
Elfelejtett emberek / 1975
A kalap; "Mondd, még meddig kell élni?" / 1977
6. Bóka László
Zenekíséret / 1978
7. Cseres Tibor
Hideg napok / 1973
8. Csurka István
Moór és Paál / 1977
9. Dénes Zsófia
Élet helyett órák / 1976
10. Devecseri Gábor
A meztelen istennő és a vak jövendőmondó / 1974
11. Dobai Péter
Tartozó élet / 1978
12. Esterházy Péter
Fancsikó és Pinta; Pápai vizeken ne kalózkodj! / 1981
13. Fejes Endre
Jó estét nyár, jó estét szerelem / 1972; 1973
Rozsdatemető / 1973, 1974; 1976; 1977; 1981
A hazudós és más történetek az ezerszer áldott nyolcadik kerületből / 1974; 1976
Mocorgó / 1975
Szerelemről bolond éjszakán / 1976
14. Fekete Gyula
A hű asszony meg a rossz nő / 1974
A falu szépe / 1976
15. Göncz Árpád
Sarusok / 1979
16. Hollós Korvin Lajos
A szürke eminenciás / 1978
17. Illés Endre
Történet a szerelemről és a halálról / 1974
18. Kardos G. György
Avraham Bogatir hét napja / 1973
19. Karinthy Ferenc
Epepe / 1975
20. Kellér Andor
Bal négyes páholy / 1978
21. Kolozsvári Grandpierre Emil
A burok és még két kisregény / 1973
Nők apróban / 1975
Harmatcseppek / 1977
Nők apróban / 1979
22. Lakatos Menyhért
Füstös képek / 1976
23. Lénárd Sándor
Egy nap a láthatatlan házban / 1977
24. Lengyel József
Igéző / 1981
25. Lukács György
Lenin / 1977
26. Mándy Iván
Tribünök árnyéka / 1974
Mi az, öreg? / 1975
27. Marosán György
Az úton végig kell menni / 1973
28. Mészöly Miklós
Saulus / 1975
29. Moldova György
Az Elátkozott Hivatal / 1972
Az idegen bajnok / 1973
Magányos pavilon / 1974
A változások őrei / 1975
Malom a pokolban; A változások őrei / 1975
Akar velem beszélgetni?; Utolsó esténk Szodomában / 1977
30. Nemes György
Egyetlen pillanat / 1979
31. Nemeskürty István
Requiem egy hadseregért / 1973; 1974
„Kik érted haltak, szent Világszabadság!”: A negyvennyolcas honvéd hadsereg katonaforradalmárai / 1979
32. Ördögh Szilveszter
Koponyák hegye / 1977
33. Örkény István
Meddig él egy fa? / 1976
Egyperces novellák / 1977; 1978
34. Ottlik Géza
Iskola a határon / 1975; 1981
Hajnali háztetők / 1977
35. Raffai Sarolta
Egyszál magam / 1976
36. Rákosy Gergely
Tigrisugrás / 1975
A kolorádóbogár / 1978
37. Robotos Imre
Az igazi Csinszka: Dokumentumriport / 1976; 1980
38. Rubin Szilárd
Csirkejáték / 1981
39. Sánta Ferenc
Húsz óra / 1972; 1976; 1977; 1981
Az áruló / 1973
40. Somlyó György
Árnyjáték / 1979
41. Somogyi Tóth Sándor
Gyerektükör; Gabi / 1972
Próféta voltál szívem / 1974
42. Sütő András
Egy lócsiszár virágvasárnapja; Csillag a máglyán: Heinrich von Kleist krónikája nyomán / 1977
43. Szabó Magda
Ókút / 1972
Pilátus / 1973
A szemlélők / 1974
Freskó / 1974
Mondják meg Zsófikának / 1975
44. Szathmári Sándor
Kazohinia / 1972; 1980
45. Szentkuthy Miklós
Divertimento: változatok Wolfgang Amadeus Mozart életére / 1976
46. Szobotka Tibor
Megbízható úriember / 1974
47. Thurzó Gábor
A szent / 1973
József és Putifárné / 1978
48. Török Sándor
Valaki kopog / 1974
49. Urbán Ernő
Írott malaszt / 1974
50. Vadász Ferenc
Karolina, negyvenkilenc szeptember / 1977
51. Vásárhelyi Miklós
A hatalom mestersége / 1976
52. Vészi Endre
A hosszú előszoba / 1973
53. Vidor Miklós
Sebesültek / 1982
54. Weöres Sándor
Psyché: Egy hajdani költőnő írásai / 1977; 1980

## 2017–
1. Ottlik Géza
Iskola a határon / 2017
2. Tar Sándor
A mi utcánk / 2017
Szürke galamb / 2018
3. Kertész Imre
Sorstalanság / 2017
4. Konrád György
A látogató / 2018
5. Franz Kafka
A kastély / 2018
6. Gion Nándor
Virágos katona / 2018
Rózsaméz / 2019
7. Fejes Endre
Rozsdatemető / 2018
8. Mosonyi Aliz
Boltosmesék / 2019
9. Agota Kristof
Trilógia / 2019
10. Mihail Bulgakov
Egy fiatal orvos feljegyzései / 2019